# 中国民主同盟山西省委员会
37°51′12″N 112°32′31″E / 37.85339°N 112.54206°E
中国民主同盟山西省委员会，简称民盟山西省委，是中国民主同盟在山西省的地方组织。

## 历届委员会

### 第十一届
- 任期：2017年7月－2022年8月
- 主任委员：王维平
- 副主任委员：梁丽萍、刘本旺、闫美珍、王书红、闫卫平、韩清华、阎美蓉、卫忠平
- 秘书长：徐佩雄

### 第十二届
- 任期：2022年8月－
- 主任委员：王书红
- 副主任委员：梁丽萍、闫卫平、韩清华、阎美蓉、李骏虎、景鸿、王卫军、贾玲香
- 秘书长：景鸿